# Lah’mu
A Lah'mu egy bolygó a Csillagok háborúja kitalált univerzumban.
Ezen a fekete homokkal jellemezhető, távoli bolygón rejtőzött el a Galaktikus Birodalom elől Jyn Erso kislányként a szüleivel. Korábban a Coruscant bolygón laktak.

## Helyzete
A Lah'mu a galaxis Külső Perem Területein, a Raioballo szektorban helyezkedik el. Távol van a főbb hiperűr útvonalaktól.

## Leírása
A Lah'mu egy mezőgazdasági jellegű bolygó, bár lakossága elenyésző. Földje termékeny, de túlságosan sok ásványi anyagot tartalmaz, emiatt sötét színű. A bolygót gyűrű veszi körül, ami szilikátokból áll és egyik holdjának maradványaiból keletkezett, jóval a Klónháborúk előtt. A gyűrű olyan sűrű, hogy időnként árnyékot vet a bolygó felszínére. A bolygónak egy további holdja van. A bolygó kérge a geológiai kialakulása során többször felhasadt, és ennek következtében feldúsult a talaj ásványi anyagokban. A talaj többek között az alábbi kémiai elemeket tartalmazza nagyobb mennyiségben: cink, klór, kobalt, nitrogén, bór. Ezek az anyagok oldott állapotban, általában valamilyen más anyaghoz kötötten a talajvízben is megtalálhatók, így a víz kellemetlen ízű. Felszíni vízmennyisége bőséges. Kialakulása után vulkáni hamu szennyezte be a bolygó felszínét.
A kevés számú telepes többnyire a nyugati félgömbön él, a termékeny alföldek közelében. A talajt a termesztésre kiszemelt területeken megszitálják, hogy használható legyen.

## Élővilága
Állatvilága nincs, növényvilága fűfélékből és fákból áll. Bioszférája a talajban lévő vasat klorofillá alakítja.

## Története
Lah'mu a nevét egy neimoidián szó után kapta, aminek jelentése: „boldogulás”.
A Galaktikus Köztársaság utolsó évtizedei alatt a Gazdaságfejlesztő Minisztérium arra bátorította a lakosságot, hogy költözzenek addig lakatlan világokra a Külső Perem Területein (ilyen volt a Lah'mu is), és ehhez ösztönzésként földterületet biztosított nekik a műveléshez. Bár ez az erőfeszítés nem volt mindenhol sikeres, a Lah'mu kevés lakossággal, de fent tudott maradni, másrészről viszont a bolygót elfelejtették.
13 BBY évben a Lah'mu lakossága alig 500 fő volt, akik többnyire a nyugati félteke termőföldjein gazdálkodtak. Sokan azért jöttek ide, hogy elkerüljék a háborút, ezek között volt az Erso család is, bár nekik volt még egy nyomós okuk elrejtőzni: Orson Krennic arra kényszerítette Galen Ersót, hogy fegyvereket tervezzen a Birodalomnak, amire Galen egy idő után nem volt hajlandó és inkább elmenekült. A család egy 65 hektáros termőterületen élt, a kevésbé lakott keleti féltekén. Elhelyezkedésükben Saw Gerrera a segítségükre volt. A család különféle növényeket termesztett, amikhez a vizet egy Pretormin GX-8 típusú párafarm biztosította.
Szerencsétlenségükre Krennic igazgató végül a nyomukra bukkant, és el akarta vinni magával a családot, hogy Galen segítsen neki egy újfajta Halálcsillag kifejlesztésében, amivel a munkálatok holtpontra jutottak. Galen visszautasítja az ajánlatot, mire rövid tűzharc tör ki, melynek során Krennic hátba lövi a menekülő asszonyt, Lyrát. Krennic parancsot ad zsoldosainak a család otthonának felégetésére, és Galen elfogására, a zűrzavarban Jyn elmenekül és elbújik üldözői elől, ahol Gerrera később megtalálja és elviszi magával.

## Megjelenése a Csillagok háborúja filmekben
- Zsivány Egyes – Egy Star Wars-történet